# Hariamanto Kartono
Hariamanto Kartono es un deportista indonesio que compitió en bádminton, en la modalidad de dobles. Ganó dos medallas en el Campeonato Mundial de Bádminton en los años 1980 y 1985.

## Palmarés internacional
| Campeonato Mundial | Campeonato Mundial  | Campeonato Mundial | Campeonato Mundial |
| Año                | Lugar               | Medalla            | Prueba             |
| ------------------ | ------------------- | ------------------ | ------------------ |
| 1980               | Yakarta (Indonesia) | Medalla de plata   | Dobles             |
| 1985               | Calgary (Canadá)    | Medalla de bronce  | Dobles             |